# Undergrunt
Undergrunt – toruńskie pismo artystyczno-literackie, poświęcone głównie literaturze najnowszej, związane z tzw. Prozą Północy.

## Historia i zawartość
Pismo zostało założone w Olsztynie, z inicjatywy Iwony Łazickiej-Pawlak, opiekunki Klubu Literackiego Młodych przy tamtejszym Miejskim Domu Kultury. Jego założycielami byli Wojciech Giedrys (pierwszy redaktor naczelny) i jego brat Grzegorz. W redakcji znaleźli się także Marcin Cielecki (redaktor działu Poezja), Gniewko (właściwie Piotr Gniewomir) Romanowski, Mariusz Gajkowski, Ewa Aleksandrowska i Filip Onichimowski. Pierwszy numer ukazał się w grudniu 1998 w Olsztynie, w nakładzie ok. 200 egzemplarzy, powielony na ksero, z drukowana okładką, drugi także w Olszynie we wrześniu 1999. Od numeru podwójnego 3-4 wydanego w 2001 pismo ukazywało się w Toruniu, gdzie wyjechali na studia bracia Giedrysowie, a także E. Aleksandrowska i M. Gajkowski. Jego wydawcą zostało wówczas założone przez jego twórców Stowarzyszenie Artystyczno-Literackie Undergrunt. Pod koniec 2002 z funkcji redaktora naczelnego ustąpił W. Giedrys (zastąpił go M. Gajkowski), redakcję opuścił także M. Cielecki (dział poezji objął Radosław Wiśniewski). W 2003 pismo osiągało nakład 1000 egzemplarzy. Ostatni numer papierowy (12/13) ukazał się w 2004. W tym samym roku W. Giedrys rozpoczął redagowanie internetowej wersji pod nazwą undergrunt.info (z pomocą Michała Tabaczyńskiego i Rafała Derdy), ale inicjatywa zakończyła się w 2005. Nie powiodła się także podjęta w 2006 próba reaktywacji pisma pt. Tygodnik.art.pl.
W pierwszym numerze Undergruntu zamieszczono manifest Wojciecha Giedrysa (wówczas siedemnastolatka) afirmujący młodość, w kolejnych latach publikowali w nim jednak także starsi autorzy. Publikowano w nim poezję, prozę, eseje, rozmowy i recenzje, także dotyczące filmu i teatru, w formie wkładki na kredowym papierze prezentowano też prace plastyczne (grafiki lub zdjęcia). W dziale "Einergrunt" celowo przedstawiano niedopracowane wiersze nadsyłane do redakcji. Dział "Netgrunt" redagowany przez Martę Mizuro, a następnie Piotra Czerskiego w ironiczny sposób prezentował strony internetowe o tematyce kulturalnej. Nr 2-3 z 2003 poświęcono tzw. Prozie północy, którą w eseju Północ Pany! opisał Robert Ostaszewski. Innym nowym nurtem była tzw. poezja krakowska prezentowana w 12/13 z 2004 roku.
W ramach Biblioteki Undergruntu ukazały się:
- Grzegorz Giedrys. Wiersze dla dorastających dziewcząt z dobrych domów, wyd. 2002. ISBN 83-917954-0-3
- Marcin Cielecki, Czas przycinania winnic, wyd. 2002. ISBN 83-917954-1-1
- Radosław Wiśniewski, Nikt z przydomkiem, wyd. 2003. ISBN 83-917954-2-X
- Michał Tabaczyński, Wiersz, wyd 2004. ISBN 83-917954-38